# BF Девы
BF Девы (лат. BF Virginis), HD 120166 — кратная звезда в созвездии Девы на расстоянии приблизительно 1378 световых лет (около 423 парсек) от Солнца.
Пара первого и второго компонентов — двойная затменная переменная звезда типа Беты Лиры (EB:). Визуальная звёздная величина звезды — от +11,23m до +10,5m. Орбитальный период — около 0,6406 суток (15,374 часа).
Открыта Куно Хофмейстером в 1935 году.

## Характеристики
Первый компонент — белая звезда спектрального класса A0, или A1IV, или A2V, или A2. Масса — около 2,05 солнечной, радиус — около 1,85 солнечного, светимость — около 22,25 солнечной. Эффективная температура — около 8239 K.
Второй компонент — жёлтый карлик спектрального класса G2. Масса — около 1,02 солнечной, радиус — около 1,44 солнечного, светимость — около 1,23 солнечной. Эффективная температура — около 5000 K.
Третий компонент — красный карлик спектрального класса M. Масса — около 85,36 юпитерианской (0,08148 солнечной). Удалён в среднем на 1,818 а.е..
Четвёртый компонент. Масса — не менее 0,93 солнечной*. Орбитальный период — около 63,3 года. Удалён в среднем на 19,4 а.е..